# Mimophaeopate
Mimophaeopate is een kevergeslacht uit de familie van de boktorren (Cerambycidae). De wetenschappelijke naam van het geslacht werd voor het eerst geldig gepubliceerd in 1967 door Breuning.

## Soorten
Mimophaeopate is monotypisch en omvat slechts de volgende soort:
- Mimophaeopate assamensis Breuning, 1967